# Liste der Holzarten
Diese Liste der Holzarten enthält die wichtigsten Eigenschaften verschiedener Hölzer, die als Werkstoff und Brennholz verwendet werden. Die Angaben zur Dauerhaftigkeit sind von der jeweiligen Verwendung (Nutzung) abhängig.
Neben der unten angegebenen Druckfestigkeit einiger Bauhölzer in N/mm2 wird die Holzhärte auch nach Brinell oder Janka ermittelt.

## Allgemeine Merkmale

### Nadelhölzer
| Holzart               | Botanischer Pflanzenname   | Kurzzeichen nach DIN EN 13556 | Holzfarben                     | Eigenschaften, Synonyme                                     | Härte | Dauerhaftigkeit *)                       | Verwendung                                                                                  | Bild |
| --------------------- | -------------------------- | ----------------------------- | ------------------------------ | ----------------------------------------------------------- | ----- | ---------------------------------------- | ------------------------------------------------------------------------------------------- | ---- |
| Douglasie             | Pseudotsuga menziesii      | PSMN                          | hellbraun, rötlich             | Pin de l'Oregon, Douglas; zäh, dauerhaft, gering harzhaltig | weich | 3–4: mäßig bis wenig dauerhaft           | Bauholz (hoch beanspruchbar), Masten, Eisenbahnschwellen Innenausbau, Möbel, Holz im Garten |      |
| Eibe                  | Taxus baccata              | TXBC                          | rötlichbraun                   | extrem elastisch, toxisch                                   | hart  | 2: dauerhaft                             | historisch für den Bau von Langbögen                                                        |      |
| Fichte                | Picea abies                | PCAB                          | hell, gelblich                 | Gemeine Fichte, Rotfichte, Rottanne                         | weich | 4: wenig dauerhaft; sehr schwer tränkbar | Möbel, Bauholz, Dachstühle, ggf. Klangholz bei Musikinstrumenten, Fenster                   |      |
| Kiefer                | Pinus sylvestris           | PNSY                          | hell, leicht gelblich          | harzhaltig                                                  | weich | 3–4: mäßig bis wenig dauerhaft           | Kisten/Verpackungen, Möbel, Fenster, Türen, Masten, Bauholz                                 |      |
| Lärche europäisch     | Larix decidua              | LADC                          | rot                            | harzhaltig, wetterfest                                      | weich | 3–4: mäßig dauerhaft bis wenig dauerhaft | Fenster, Türen, Fußboden, Bauholz, Möbel                                                    |      |
| Nootka-Scheinzypresse | Xanthocyparis nootkatensis | CHNT                          | hellgelb                       | Yellow Cedar, Alaska-Zeder                                  | hart  | 2–3: dauerhaft bis mäßig dauerhaft       | Bauholz, Möbel, Dachschindeln                                                               |      |
| Riesen-Lebensbaum     | Thuja plicata              | THPL                          | rötlich-braun                  | sehr leicht; Western Red Cedar, Rotzeder, Thuja             | weich | 2: dauerhaft                             | Möbel, Vertäfelungen, Furniere, Dachschindeln, Bleistifte                                   |      |
| Tanne                 | Abies alba                 | ABAL                          |                                |                                                             | weich | 4: wenig dauerhaft                       | Möbel, Bauholz                                                                              |      |
| Weymouth-Kiefer       | Pinus strobus              | PNST                          | weiß-gelblich bis rötlichbraun | Strobe, Weißkiefer                                          | weich | 3–4: mäßig bis wenig dauerhaft           | Kisten/Verpackungen, Möbel, Gebrauchsgegenstände                                            |      |

### Laubhölzer
| Holzart                 | Botanischer Pflanzenname                                                | Kurzzeichen nach DIN EN 13556 | Holzfarbe                                  | Eigenschaften Synonyme                                           | Härte                        | Dauerhaftigkeit *)                                                                   | Verwendung                                                                | Bild |
| ----------------------- | ----------------------------------------------------------------------- | ----------------------------- | ------------------------------------------ | ---------------------------------------------------------------- | ---------------------------- | ------------------------------------------------------------------------------------ | ------------------------------------------------------------------------- | ---- |
| Afrikanisches Mahagoni  | Khaya ivorensis Khaya anthotheca Khaya senegalensis Khaya grandifoliola | KHXX                          | dunkelbraun mit Rotschimmer                | Khaya Mahagoni                                                   | hart                         | 3: mäßig dauerhaft                                                                   | Möbel, Bauholz, Musikinstrumente                                          |      |
| Amerikanisches Mahagoni | Swietenia macrophylla                                                   | SWMC                          | dunkelbraun mit Rotschimmer                |                                                                  | hart                         | 2: dauerhaft                                                                         | Bauholz, Bootsbau, Musikinstrumente                                       |      |
| Ahorn                   | Acer pseudoplatanus Acer platanoides und seltener Acer campestre        | ACPS ACPL ACCM                | hellgelb-weiß, teilweise geriegelt         | Bergahorn, Spitzahorn, seltener Feldahorn                        | hart                         | 5: nicht dauerhaft                                                                   | Möbel, Tischplatten, Musikinstrumente                                     |      |
| Azobé (Bongossi)        | Lophira alata                                                           | LOAL                          | Helles rötlich-braun                       | Bongossi, edle Optik, preiswert, breites Sortiment               | extrem hart                  | 2: dauerhaft                                                                         | Möbel, bewitterte Einsatzzwecke (Terrassenböden)                          |      |
| Balau                   | Shorea spp. Shorea laevis                                               | SHBL                          | rötlich-gelb                               | Bankirai, Yellow Balau                                           | hart                         | 2:dauerhaft                                                                          | Terrassen, Gartenmöbel                                                    |      |
| Balsa                   | Ochroma lagopus                                                         | OHLG                          | hellgelb                                   | sehr leicht                                                      | sehr weich                   | 5: nicht dauerhaft                                                                   | Leichtbau, Modellbau, Flugzeugbau                                         |      |
| Birke                   | Betula pendula Betula pubescens                                         | BTXX                          |                                            |                                                                  | ziemlich hart                | 5: nicht dauerhaft                                                                   | Möbel                                                                     |      |
| Buche                   | Fagus sylvatica                                                         | FASY                          | gelblich, durch Dämpfen rötlich            | schwer                                                           | sehr hart                    | 5: nicht dauerhaft; gut tränkbar                                                     | Möbel, Furnier, Eisenbahnschwellen                                        |      |
| Afrikanisches Ebenholz  | Diospyros, pr. Diospyros crassiflora                                    | DSXX                          | schwarz                                    |                                                                  | extrem hart                  | 1: sehr dauerhaft                                                                    | Möbelbau, Furniere                                                        |      |
| Europäische Eiche       | Quercus petraea Quercus robur                                           | QCXE                          | gelbbraun-grünlich                         | Traubeneiche, Stieleiche                                         | sehr hart                    | 2: dauerhaft                                                                         | Möbel, Parkett, Bauholz im Wasserbau, Eisenbahnschwellen, Pfähle, Furnier |      |
| Erle                    | Alnus glutinosa                                                         | ALGL                          | braun-rötlich                              |                                                                  | weich                        | 5: nicht dauerhaft                                                                   | Möbel                                                                     |      |
| Esche europäisch        | Fraxinus excelsior                                                      | FXEX                          |                                            | zäh, elastisch, widerstandsfähig                                 | hart                         | 5: nicht dauerhaft                                                                   | Möbel, Werkzeugstiele, Segelpinnen, Sportbogen, früher Stellmacherei      |      |
| Espe                    | Populus tremula                                                         | POTL                          |                                            | Aspe, Zitterpappel                                               |                              | 5: nicht dauerhaft                                                                   |                                                                           |      |
| Kirsche europäisch      | Prunus avium                                                            | PRAV                          | rotbräunlich                               |                                                                  | hart                         | 4: wenig dauerhaft                                                                   | Möbelbau, Furniere                                                        |      |
| Linde                   | Tilia spp.                                                              | TIXX                          |                                            |                                                                  | weich, sehr dimensionsstabil | 5: nicht dauerhaft                                                                   | Schnitzereien                                                             |      |
| Pappel                  | Populus alba                                                            | POAL                          |                                            | europäische Pappel, Weißpappel                                   | weich                        | 5: nicht dauerhaft                                                                   | Verpackungen, Zündhölzer, Holzschuhe                                      |      |
| Platane                 | Platanus x hispanica                                                    | PLXH                          |                                            |                                                                  |                              | 5: nicht dauerhaft                                                                   | Möbel                                                                     |      |
| Robinie                 | Robinia pseudoacacia                                                    | ROPS                          | hellgelb bis grünlich                      | Robinie, falsche Akazie, Gemeiner Schotendorn                    | hart                         | 1–2: sehr dauerhaft, dauerhafteste der in Mitteleuropa vorkommenden Handelsholzarten | Holzpflasterungen, Spielplätze (keine Imprägnierung nötig)                |      |
| Teak                    | Tectona grandis                                                         | TEGR                          | rötlich braun                              |                                                                  | hart                         | 1: sehr dauerhaft                                                                    | Schiffsbau, Außenbereich, Möbel                                           |      |
| Ulme (Rüster)           | Ulmus glabra Ulmus minor                                                | ULGL ULMI                     |                                            | Bergulme, Feldulme, das Holz der Ulme wird als Rüster bezeichnet | ziemlich hart                | 4: wenig dauerhaft                                                                   | Möbel, Furnier                                                            |      |
| Walnuss                 | Juglans regia                                                           | JGRG                          | hellgolden-gelb bis dunkelbraun            |                                                                  | ziemlich hart                | 3: mäßig dauerhaft                                                                   | Innenausbau, Möbel, Furnier                                               |      |
| Weißbuche               | Carpinus betulus                                                        | CPBT                          | gelb-weiß                                  | Hagebuche, Hainbuche, Hornbaum                                   | sehr hart, zäh               | 5: nicht dauerhaft                                                                   | Hobelsohlen, Stellmacherei                                                |      |
| Whitewood               | Liriodendron tulipifera                                                 | LITL                          | weißlich-gelb mit braunem oder grünem Kern | American Whitewood, Tulip tree, Tulpenbaum, gut zu bearbeiten    | weich                        | 5: nicht dauerhaft                                                                   | Möbelbau, Innenausbau                                                     |      |

*) Dauerhaftigkeitsklasse des Kernholzes gegenüber holzzerstörenden Pilzen, nach DIN EN 350-2. Das Splintholz ist grundsätzlich als nicht dauerhaft einzustufen.

## Spezifische Kennziffern einiger Bauhölzer
| Holzart                 | Dichte [kg/m³] bei u=15 % | Zugfestigkeit [N/mm²] | Druckfestigkeit [N/mm²] | Biegefestigkeit [N/mm²] | Elastizitätsmodul [N/mm²] |
| ----------------------- | ------------------------- | --------------------- | ----------------------- | ----------------------- | ------------------------- |
| Ahorn (Berg-)           | 530–960                   | 82                    | 49                      | 95                      | 9400                      |
| Ahorn (Spitz-)          | 560–810                   | 100                   | 62                      | 137                     | 11300                     |
| Bongossi (Azobé)        | 1120                      | 170                   | 109                     | 250                     | 17000                     |
| Birke                   | 510–830                   | 137                   | 60                      | 120                     | 14000                     |
| Buche                   | 540–910                   | 135                   | 60                      | 120                     | 14000                     |
| Douglasie               | 350–770                   | 100–105               | 50–53                   | 80–99                   | 12000                     |
| Edelkastanie            | 570–660                   | 135                   | 41–50                   | 64–77                   | 9000                      |
| Eiche (Stiel-)          | 390–930                   | 110                   | 52                      | 96                      | 13000                     |
| Elsbeere                | 670–900                   | -                     | 53                      | 108                     | 11700                     |
| Erle                    | 490–640                   | 94                    | 47–55                   | 85–97                   | 7700–11700                |
| Esche                   | 450–860                   | 130                   | 50                      | 105                     | 13000                     |
| Fichte                  | 330–470                   | 90                    | 43–50                   | 66–78                   | 11000                     |
| Hainbuche               | 540–860                   | 135                   | 60                      | 130                     | 14500                     |
| Wald-Kiefer             | 330–520                   | 104                   | 47–55                   | 87–100                  | 12000                     |
| Weymouth-Kiefer         | 340–510                   | 104                   | 34                      | 61–62                   | 9000–10000                |
| Kirschbaum              | 490–670                   | 98                    | 45–55                   | 85–110                  | 10000–11000               |
| Lärche                  | 440–590                   | 105–107               | 47–55                   | 96–99                   | 13800                     |
| Linde                   | 350–600                   | 85                    | 44–52                   | 90–106                  | 7400                      |
| Afrikanisches Mahagoni  | 500–650                   | 62                    | 46                      | 87                      | 9500                      |
| Amerikanisches Mahagoni | 500–600                   |                       | 50                      | 85                      | 9500                      |
| Pappel                  | 410–560                   | 69–77                 | 30–36                   | 55–65                   | 8800                      |
| Robinie                 | 580–900                   | 148                   | 60                      | 130                     | 13600                     |
| Rosskastanie            | 500–590                   | 81                    | 31–38                   | 64                      | 5360                      |
| Tanne                   | 350–450                   | 84                    | 40–47                   | 62–73                   | 13800                     |
| Ulme                    | 480–860                   | 80                    | 45–56                   | 72–89                   | 11000                     |
| Walnuss                 | 680                       | 100                   | 58–72                   | 119–147                 | 12500                     |
| Weide                   | 360–630                   | 46–64                 | 28–34                   | 31–37                   | 7200                      |
| Wildbirne               | 690–800                   | 100                   | 46–54                   | 83–98                   | 7900–8000                 |
| Vogelbeere              | 440–780                   | 96                    | 40–56                   | 83                      | 12400                     |

## Brennstoffeigenschaften einiger Holzarten
| Holzart lufttrocken | Heizwert kWh/kg | Heizwert MJ/kg | Heizwert MWh/Rm | Rohdichte kg/dm³ | Handelsdichte kg/Rm |
| ------------------- | --------------- | -------------- | --------------- | ---------------- | ------------------- |
| Buche               | 4,2             | 15             | 2,0             | 0,74             | 480                 |
| Esche               | 4,2             | 15             | 2,0             | 0,74             | 480                 |
| Eiche               | 4,2             | 15             | 2,0             | 0,69             | 470                 |
| Birke               | 4,2             | 15             | 1,9             | 0,68             | 450                 |
| Lärche              | 4,3             | 15,5           | 1,8             | 0,58             | 420                 |
| Kiefer              | 4,3             | 15,5           | 1,6             | 0,51             | 360                 |
| Fichte              | 4,3             | 15,5           | 1,4             | 0,44             | 330                 |
| Heizöl *            | 12,0            | 43,0           | 10,0            | 0,84             | 840                 |

* zum Vergleich